# Torre de l'Hort de Maria
La Torre de l'Hort de Maria és un monument protegit com a bé cultural d'interès nacional al municipi de Cambrils (Baix Camp). És una torre de planta circular, cilíndrica. Va tenir un pilar central de fusta que recoçava les bigues en forma radial. Troneres quadrades. Porta tapiada cap al poble amb un matacà vertical damunt. Restes de quatre matacans. Destaquen les seves espitlleres. El seu coronament resta malmès, en part. Obra de paredat, còdols i carreus, amb reforços de maons. Torre fora muralla però molt propera a aquesta. Probablement data del segle xvi. Torre també coneguda com a torre del Llimó.
El 30 d'agost del 1375, el rei Pere el Cerimoniós indicava que "si la esgleya e la torre qui son prop lo loch de Cambrils se cloen de mur e de vall se pot fer alli força covinent"; es creu que el concepte no correspon directament al punt exacte de Cambrils si no, probablement, a la torre i al santuari de la M.D. del Camí, i es veu la voluntat reial de la defensa del sector. Sabut és que aquest paratge, pròxim a la Mediterrània, sofrí en diverses ocasions els atacs dels pirates, especialment en els segles XV i XVI.